# Biserica Sfântul Laurențiu din Rotterdam
Biserica Sfântul Laurențiu din Rotterdam (în neerlandeză Sint-Laurenskerk) este singura clădire medievală păstrată din Rotterdam, celelalte imobile din centrul orașului fiind distruse total în Bombardarea orașului Rotterdam din 14 mai 1940.